# Bújócska (film, 1973)
A Bújócska (eredeti címén: From the Mixed-Up Files of Mrs. Basil E. Frankweiler vagy The Hideaways) 1973-ban bemutatott amerikai filmvígjáték Fielder Cook rendezésében.

## A történet
Claudia és Jamie Kincaid testvérek, akik a New Jersey állambeli Madison városában élnek. Mindkét gyerek jó tanuló, azonban apjuk nem nézi jó szemmel, hogy kamasz nagylányát a lovagregények világa köti le leginkább. Claudia úgy gondolja, hogy nem értik meg, így öccsével együtt megszöknek. A New York-i Metropolitan Művészeti Múzeumban bújnak el és ott különböző kalandokba keverednek.

## Szereplők
- Ingrid Bergman:  Mrs. Frankweiler
- Sally Prager:  Claudia Kincaid
- Johnny Doran:  Jamie Kincaid
- George Rose:  Saxonburg
- Richard Mulligan: Mr. Kincaid
- Georgann Johnson: Mrs. Kincaid
- Madeline Kahn: tanár
- Donald Symington: múzeumigazgató
- Linda Selman
- Bruce Conover: Kevin Kincaid
- Mike Hammett: Brucie
- Peter Turgeon
- Frank Leo: őr
- Robert Packer: őr
- Larry Spinelli: őr